# Martin Lotz

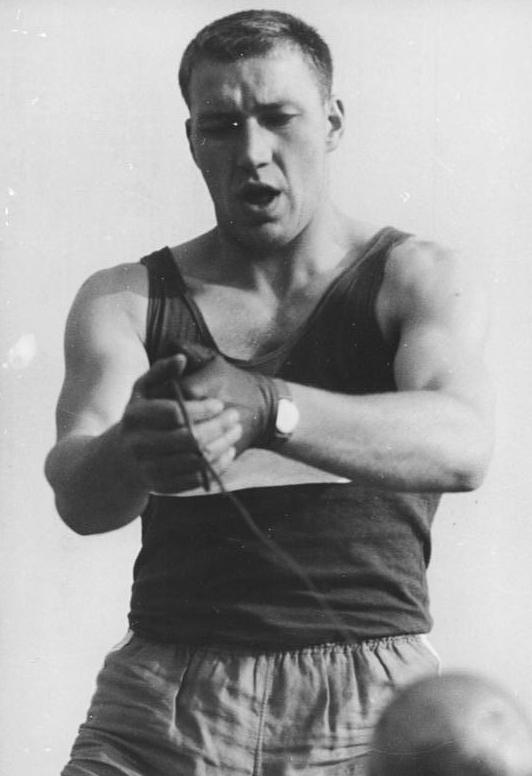
Martin Lotz wird 1962 DDR-Meister im Hammerwurf

Martin Lotz (* 28. Mai 1938 in Benshausen, Kreis Schleusingen, Preußen) ist ein ehemaliger DDR-Leichtathlet und Olympiateilnehmer. 1966 wurde er bei den Europameisterschaften Achter im Hammerwurf.
Lotz erreichte bei den DDR-Meisterschaften 1960 den dritten Platz, im Jahr darauf wurde er Zweiter hinter Horst Niebisch. 1962 gewann Lotz seinen ersten DDR-Meistertitel, bei der Ausscheidung für die Europameisterschaften in Belgrad setzten sich Lotz und Manfred Losch aus der DDR sowie Hans Fahsl aus der BRD durch. Alle drei Werfer qualifizierten sich für das Finale und belegten dann die Plätze neun (Fahsl), zehn (Losch) und zwölf (Lotz). 1963 siegte Lotz bei den DDR-Meisterschaften erneut vor Losch. 1964 konnte er sich zusammen mit Uwe Beyer und Hans Fahsl für die gesamtdeutsche Mannschaft bei den Olympischen Spielen in Tokio qualifizieren, dort schied er allerdings als 18. in der Qualifikation aus. Nach dem Titelgewinn 1965 belegte Lotz 1966 bei den DDR-Meisterschaften den zweiten Platz hinter Manfred Losch. Bei den Europameisterschaften 1966 in Budapest warf Lotz den Hammer auf 63,16 m und belegte Rang acht.
Lotz stellte von 1962 bis 1965 insgesamt fünf DDR-Rekorde auf, von denen drei Würfe auch gesamtdeutsche Rekorde waren. Sein letzter Rekord von 67,54 m blieb auch seine persönliche Bestleistung. Bei einer Körpergröße von 1,91 m betrug sein Wettkampfgewicht 93 kg.
Martin Lotz startete für den SC DHfK Leipzig, der gelernte Werkzeugmacher arbeitete später lange als technischer Zeichner. Nach der Wiedervereinigung arbeitete er als Taxifahrer.
Lotz heiratete die Diskuswerferin Ingrid Eichmann, die Olympiazweite von 1964. Sie waren bei diesen Spielen das einzige deutsche Ehepaar. 

## Namensähnlichkeit
In der Bundesrepublik Deutschland war in den 1970er Jahren der 1947 im Kreis Aurich geborene Hammerwerfer Hans-Martin Lotz regelmäßig in den Ergebnislisten der deutschen Meisterschaften vertreten, der nicht mit Martin Lotz verwandt ist.